# Николай Стоянов (ботаник)
Вижте пояснителната страница за други личности с името Николай Стоянов.
Николай Андреев Стоянов е български ботаник, академик на Българската академия на науките, един от основоположниците на ботаниката в България. Стоянов е дългогодишен преподавател в Софийския университет, основател и първи директор на Института по ботаника при БАН.

## Биография
Николай Стоянов е роден на 9 (21 нов стил) ноември 1883 година в град Гродно, Руската империя, в семейството на българския политик от Воден Андрей Стоянов. Майка му, София Ивановна Седова е рускиня, от семейството на търговски служител в Москва. Основно и средно образование получава от 1894 до 1902 година в Белосток, където баща му работи. В гимназията става член на марксичестки кръжок. В 1903 – 1906 година следва селскостопанското отделение на Киевския университет, където слуша лекции по морфология и систематика на растенията при Сергей Навашин и по анатомия и физиология при Борис Вотчал. В Киев взима участие в студентски демонстрации срещу режима и стачки, а в 1904 – 1905 година е член на болшевишки кръжок. През ноември 1906 година Стоянов е арестуван в Москва и седем месеца лежи в Бутирския затвор, след което е интерниран за три години във Велики Устюг. Още при пристигането си във Велики Устюг обаче Стоянов бяга в Санкт Петербург, оттам в Кострома и Орел, където отново е арестуван. Лежи половин година в орелския затвор и отново е изпратен на заточение, този път в сибирския град Берьозов. Отново бяга, укрива се в Киев, но при опит да пресече австрийската граница е арестуван в Броди и отново изпратен във Велики Устюг. За трети път успява да избяга и през Москва отива в Нова Александрия, където брат му Георгий е студент по лесовъдство. С чужд паспорт бяга в Австро-Унгария и през Румъния пристига в Русе и оттам на 1 (14) януари 1909 година в София.
През 1911 г. завършва естествени науки в Софийския университет.
При избухването на Балканската война в 1912 година, независимо че докторската му дисертация е почти напълно готова и публичната ѝ защита предстои, македонският българин Николай Стоянов се записва доброволец в Македоно-одринското опълчение. С опълчението участва в отблъскването на османския десант при Шаркьой, а през Междусъюзническата война в тежкото сражение при Султан тепе. Награден е с кръст „За храброст“ IV степен и е произведен в младши подофицер. Докато е в Опълчението проучва флората и растителността на съответните райони на дислокация, главно крайбрежието на Мраморно море, като събраните материали послужват за написване на първата му научна публикация.
След войната Стоянов се жени за своята състудентка Анна А. Запрянова, тогава прогимназиална учителка.
Прави специализации по ботаника в Германия (1911 – 1912, 1924 – 1925), Австрия и Великобритания (1924 – 1925).
Между 1913 и 1951 г. е преподавател в Софийския университет, като от 1926 до 1930 г. е извънреден професор, а от 1930 г. – редовен професор. В Агрономо-лесовъдския факултет на СУ завежда катедрата по земеделска ботаника между 1930 и 1936 година и заема деканския пост през 1931 – 1932 г. В периода от 1936 до 1951 г. е професор и ръководител на катедрата по систематика на растенията и растителна география към Физико-математическия факултет на СУ.
През 1923 година Николай Стоянов става член-съосновател на Българското ботаническо дружество. През 1947 г. става основател и първи директор (до 1962 г.) на Института по ботаника с ботаническа градина към Българската академия на науките. Същевременно в периода 1951 – 1956 г. е секретар на отделение „Биологически и медицински науки“ при БАН. Между 1956 и 1959 г. заема поста главен научен секретар на БАН.

## Научни приноси
Научните интереси и преподавателска дейност на акад. Николай Стоянов са свързани със систематиката на висшите растения и растителната география, в частност на Балканския полуостров и в България. Автор е на 190 научни труда, публикувани в България и в чужбина, както и на множество учебници, в т.ч. по земеделска ботаника (1932) и растителна география (1951).
Заедно с Борис Стефанов пише съчинението „Флора на България“ (издадено за първи път през 1925 г. и неколкократно допълвано и преиздавано), в което са посочени 2936 вида папратовидни, голосеменни и покритосеменни растения. Николай Стоянов установява над 400 растителни таксони, нови за науката, и поставя началото на геоботаничните и палеоботаничните изследвания в България. Извършва проучвания върху съвременната и историческата растителна география на Балканския полуостров и посвещава отделни научни трудове на растителността на Пирин и Славянка, Софийската равнина и дунавските острови.
Автор е на оригинално фитоклиматично райониране на България и е дискутирал въпросите на аклиматизацията на растенията. Разработвал е също и проблеми по флористика, морфология на растенията и растителна екология. Автор е и на множество научнопопулярни статии.
За научните си постижения е награден с орден „Георги Димитров“, носител на Димитровска награда през 1950 г.

## Памет
На академик Николай Стоянов е наречена улица в квартал „Студентски град“ в София (Карта).

## Основни трудове
- Стоянов, Н., Стефанов, Б. „Флора на България“ (в 2 тома, 4 издания: 1924 – 26, 1933, 1948 и 1965 – 1966, последното издание заедно с Б. Китанов)
- Стоянов, Н. „Опит за характеристика на главните фитоценози в България“, Год. на СУ, ФМФ, кн. 3, 1941
- Стоянов, Н., Китанов, Б. „Диви полезни растения в България“, София, 1960

## Родословие
|  |  |  |  |  |  |  |  |                               |                               |                               |                               |                               |                               | Тръпко Чалъков |  |                            |                            |                            |                            |                              |                              |                              |                              |                                |                                |                                |                                |                                |                                |  |  |                                 |                                 |                                 |                                 |                                 |                                 |  |  |  |  |  |  |  |  |  |  |  |  |  |  |  |  |  |  |  |  |  |  |  |  |
|  |  |  |  |  |  |  |  |                               |                               |                               |                               |                               |                               |                |  |                            |                            |                            |                            |                              |                              |                              |                              |                                |                                |                                |                                |                                |                                |  |  |                                 |                                 |                                 |                                 |                                 |                                 |  |  |  |  |  |  |  |  |  |  |  |  |  |  |  |  |  |  |  |  |  |  |  |  |
|  |  |  |  |  |  |  |  |                               |                               |                               |                               |                               |                               | Стоян Чалъков  |  |                            |                            |                            |                            |                              |                              |                              |                              |                                |                                |                                |                                |                                |                                |  |  |                                 |                                 |                                 |                                 |                                 |                                 |  |  |  |  |  |  |  |  |  |  |  |  |  |  |  |  |  |  |  |  |  |  |  |  |
|  |  |  |  |  |  |  |  |                               |                               |                               |                               |                               |                               |                |  |                            |                            |                            |                            |                              |                              |                              |                              |                                |                                |                                |                                |                                |                                |  |  |                                 |                                 |                                 |                                 |                                 |                                 |  |  |  |  |  |  |  |  |  |  |  |  |  |  |  |  |  |  |  |  |  |  |  |  |
|  |  |  |  |  |  |  |  |                               |                               |                               |                               |                               |                               |                |  |                            |                            |                            |                            |                              |                              |                              |                              |                                |                                |                                |                                |                                |                                |  |  |                                 |                                 |                                 |                                 |                                 |                                 |  |  |  |  |  |  |  |  |  |  |  |  |  |  |  |  |  |  |  |  |  |  |  |  |
|  |  |  |  |  |  |  |  | Андрей Стоянов (1838 – 1910)  | Андрей Стоянов (1838 – 1910)  | Андрей Стоянов (1838 – 1910)  | Андрей Стоянов (1838 – 1910)  | Андрей Стоянов (1838 – 1910)  | Андрей Стоянов (1838 – 1910)  |                |  |                            |                            |                            |                            | Тръпче Стоянов (1833 – 1915) | Тръпче Стоянов (1833 – 1915) | Тръпче Стоянов (1833 – 1915) | Тръпче Стоянов (1833 – 1915) | Тръпче Стоянов (1833 – 1915)   | Тръпче Стоянов (1833 – 1915)   |                                |                                |                                |                                |  |  |                                 |                                 |                                 |                                 |                                 |                                 |  |  |  |  |  |  |  |  |  |  |  |  |  |  |  |  |  |  |  |  |  |  |  |  |
|  |  |  |  |  |  |  |  | Андрей Стоянов (1838 – 1910)  | Андрей Стоянов (1838 – 1910)  | Андрей Стоянов (1838 – 1910)  | Андрей Стоянов (1838 – 1910)  | Андрей Стоянов (1838 – 1910)  | Андрей Стоянов (1838 – 1910)  |                |  |                            |                            |                            |                            | Тръпче Стоянов (1833 – 1915) | Тръпче Стоянов (1833 – 1915) | Тръпче Стоянов (1833 – 1915) | Тръпче Стоянов (1833 – 1915) | Тръпче Стоянов (1833 – 1915)   | Тръпче Стоянов (1833 – 1915)   |                                |                                |                                |                                |  |  |                                 |                                 |                                 |                                 |                                 |                                 |  |  |  |  |  |  |  |  |  |  |  |  |  |  |  |  |  |  |  |  |  |  |  |  |
|  |  |  |  |  |  |  |  |                               |                               |                               |                               |                               |                               |                |  |                            |                            |                            |                            |                              |                              |                              |                              |                                |                                |                                |                                |                                |                                |  |  |                                 |                                 |                                 |                                 |                                 |                                 |  |  |  |  |  |  |  |  |  |  |  |  |  |  |  |  |  |  |  |  |  |  |  |  |
|  |  |  |  |  |  |  |  | Николай Стоянов (1933 – 1968) | Николай Стоянов (1933 – 1968) | Николай Стоянов (1933 – 1968) | Николай Стоянов (1933 – 1968) | Николай Стоянов (1933 – 1968) | Николай Стоянов (1933 – 1968) |                |  | Апостол Тръпчев (1869 – ?) | Апостол Тръпчев (1869 – ?) | Апостол Тръпчев (1869 – ?) | Апостол Тръпчев (1869 – ?) | Апостол Тръпчев (1869 – ?)   | Апостол Тръпчев (1869 – ?)   |                              |                              | Анна Кандиларова (1865 – 1941) | Анна Кандиларова (1865 – 1941) | Анна Кандиларова (1865 – 1941) | Анна Кандиларова (1865 – 1941) | Анна Кандиларова (1865 – 1941) | Анна Кандиларова (1865 – 1941) |  |  | Георги Кандиларов (1851 – 1943) | Георги Кандиларов (1851 – 1943) | Георги Кандиларов (1851 – 1943) | Георги Кандиларов (1851 – 1943) | Георги Кандиларов (1851 – 1943) | Георги Кандиларов (1851 – 1943) |  |  |  |  |  |  |  |  |  |  |  |  |  |  |  |  |  |  |  |  |  |  |  |  |
|  |  |  |  |  |  |  |  | Николай Стоянов (1933 – 1968) | Николай Стоянов (1933 – 1968) | Николай Стоянов (1933 – 1968) | Николай Стоянов (1933 – 1968) | Николай Стоянов (1933 – 1968) | Николай Стоянов (1933 – 1968) |                |  | Апостол Тръпчев (1869 – ?) | Апостол Тръпчев (1869 – ?) | Апостол Тръпчев (1869 – ?) | Апостол Тръпчев (1869 – ?) | Апостол Тръпчев (1869 – ?)   | Апостол Тръпчев (1869 – ?)   |                              |                              | Анна Кандиларова (1865 – 1941) | Анна Кандиларова (1865 – 1941) | Анна Кандиларова (1865 – 1941) | Анна Кандиларова (1865 – 1941) | Анна Кандиларова (1865 – 1941) | Анна Кандиларова (1865 – 1941) |  |  | Георги Кандиларов (1851 – 1943) | Георги Кандиларов (1851 – 1943) | Георги Кандиларов (1851 – 1943) | Георги Кандиларов (1851 – 1943) | Георги Кандиларов (1851 – 1943) | Георги Кандиларов (1851 – 1943) |  |  |  |  |  |  |  |  |  |  |  |  |  |  |  |  |  |  |  |  |  |  |  |  |